# Reinhard Egger
Reinhard Egger (11 de dezembro de 1905 - 10 de junho de 1987) foi um oficial alemão que serviu no Deutsches Heer durante a Segunda Guerra Mundial. Foi condecorado com a Cruz de Cavaleiro da Cruz de Ferro com Folhas de Carvalho.

## Condecorações
| Cruz de Ferro (1939) 2ª Classe                                   | 1 October 1939          |
| Cruz de Ferro (1939) 1ª Classe                                   | 19 de dezembro de 1939  |
| Cruz Germânica em Ouro                                           | 24 de fevereiro de 1944 |
| Cruz de Cavaleiro da Cruz de Ferro                               | 9 de julho de 1941      |
| Cruz de Cavaleiro da Cruz de Ferro com Folhas de Carvalho nº 510 | 24 de junho de 1944     |